# Kraksa (singel)
Kraksa (zapis stylizowany: kraksa) – szósty singel polskiej piosenkarki Bryski z jej reedycji pierwszego albumu studyjnego, zatytułowanego [moja ciemność]². Singel został wydany 10 listopada 2022.
Kompozycja znalazła się na 4. miejscu listy AirPlay – Top, najczęściej odtwarzanych utworów w polskich rozgłośniach radiowych. Nagranie otrzymało w Polsce status złotego singla, przekraczając liczbę 25 tysięcy sprzedanych kopii.

## Geneza utworu i historia wydania
Utwór napisali i skomponowali Gabriela Nowak-Skyrpan, Magdalena Wójcik i Jakub Galiński. Zostały stworzone dwie wersje utworu, pierwsza – wyprodukowana przez Galińskiego, druga – przez Wójcik (tzw. „Ballada o kraksie”).
Singel ukazał się w formacie digital download 10 listopada 2022 w Polsce za pośrednictwem wytwórni płytowej Magic Records w dystrybucji Universal Music Polska. Kompozycja promowała pierwszą reedycję Bryski – [moja ciemność]².
3 grudnia 2022 wykonała singel w magazynie śniadaniowym Dzień dobry TVN.
Utwór znalazł się na polskich składankach m.in.: Bravo Hits: Zima 2023 (wydana 2 grudnia 2022) i Hity na czasie: Zima 2023 (wydana 2 grudnia 2022).

## „Kraksa” w stacjach radiowych
Nagranie było notowane na 4. miejscu w zestawieniu AirPlay – Top, najczęściej odtwarzanych utworów w polskich rozgłośniach radiowych.

## Teledysk
Do utworu powstał teledysk w reżyserii Alana Kępskiego, który udostępniono w dniu premiery singla za pośrednictwem serwisu YouTube.

## Lista utworów
- Digital download[2]

1. „Kraksa” – 2:52
2. „Ballada o kraksie” – 2:41

## Notowania

### Pozycje na listach airplay
| Kraj   | Lista (2022–23)   | Najwyższa pozycja |
| ------ | ----------------- | ----------------- |
| Polska | AirPlay – Top     | 4                 |
| Polska | AirPlay – Nowości | 1                 |

## Certyfikaty
| Kraj          | Certyfikat  | Sprzedaż |
| ------------- | ----------- | -------- |
| Polska (ZPAV) | złota płyta | 25 000+  |